# Пятничаны (Львовский район)

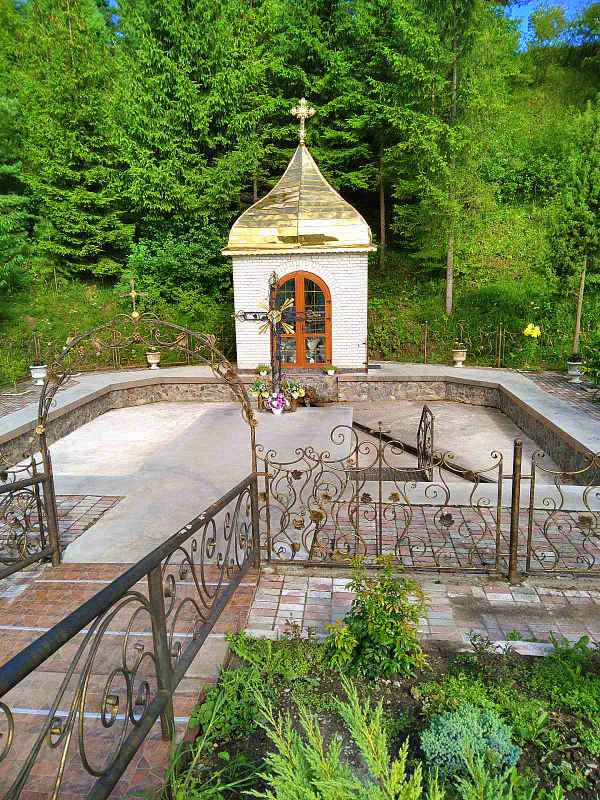
Пятничаны. Святой источник

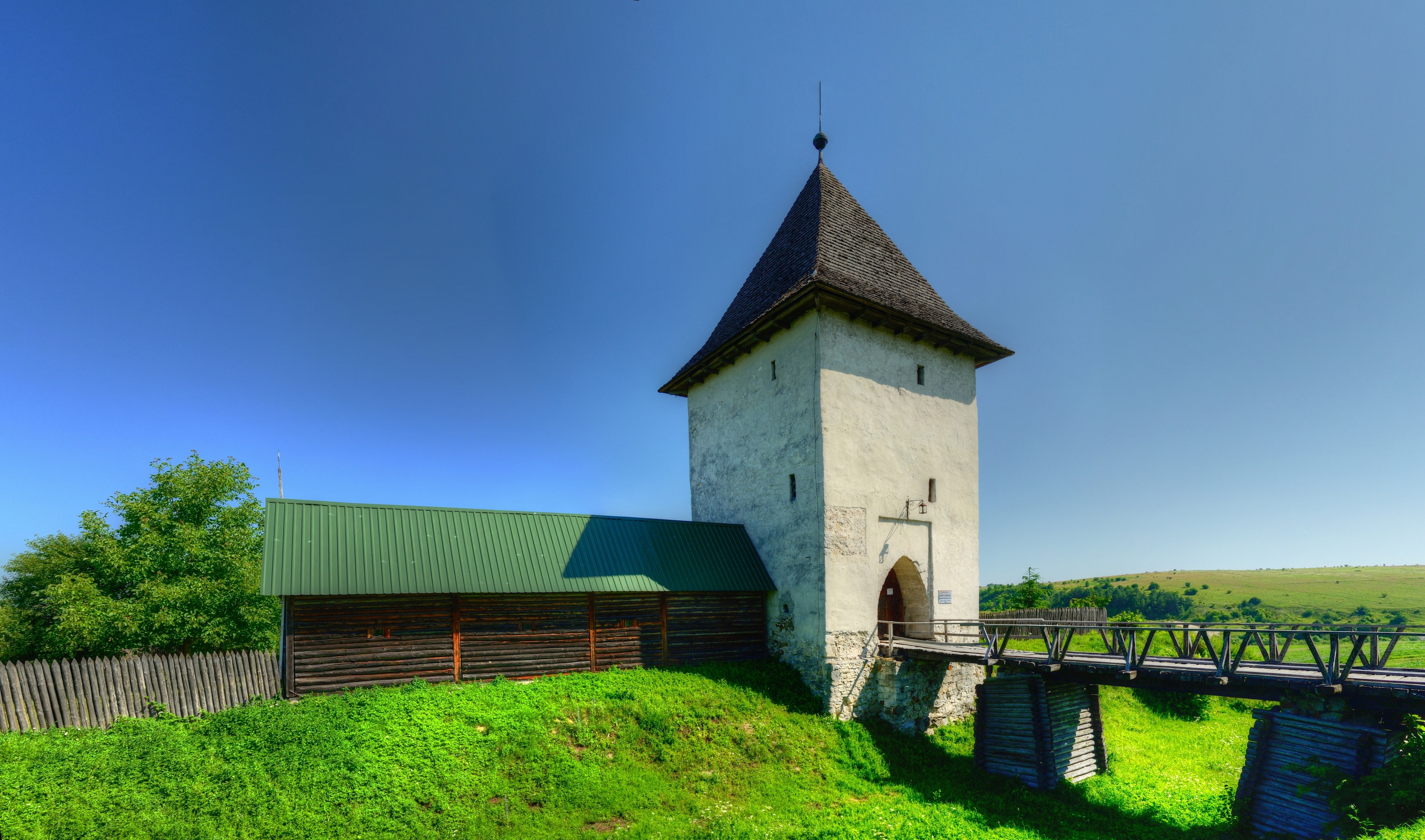
Пятничанская башня близ села

Пятничаны (укр. П'ятничани) — село в Бобрской городской общине Львовского района Львовской области Украины.
Население около 200 человек по состоянию на 2013 год. Население по переписи 2001 года составляло 216 человек. Занимает площадь 1,19 км². Почтовый индекс — 81713. Телефонный код — 3239.